# Corticarina bicolor
Corticarina bicolor is een keversoort uit de familie schimmelkevers (Latridiidae). De wetenschappelijke naam van de soort werd in 1971 gepubliceerd door Roger Dajoz.